# Municipio de San Mateo del Mar
El municipio de San Mateo del Mar es uno de los 570 municipios que conforman al estado mexicano de Oaxaca. Pertenece al distrito de Tehuantepec, dentro de la región istmo. Su cabecera es la localidad homónima.

## Geografía
El municipio tiene una extensión territorial de 90 036 kilómetros cuadrados y se encuentra a una altitud que oscila entre 0 y los 100 metros sobre el nivel del mar. Sus coordenadas geográficas extremas son 16°10′ - 16°15′ de latitud norte y 94°55′ - 95°9′ de longitud oeste. El territorio del municipio está conformado por una estrecha barra de tierra que separa la Laguna Inferior del Golfo de Tehuantepec en el Océano Pacífico.
El municipio colinda al oeste con el municipio de Salina Cruz y al noroeste con el municipio de San Pedro Huilotepec, y al norte —a través de la Laguna Inferior— y al este con el municipio de Heroica Ciudad de Juchitán de Zaragoza.

### Fisiografía
El municipio pertenece a la subprovincia de la Llanura del Istmo, dentro de la provincia de la Cordillera centroamericana. Su territorio es cubierto por el sistema de topoformas de la playa o barra inundable o salina en el 70%, por la llanura costera salina en el 26% y por la llanura costera en el 4% restante. El tipo de reliee predominante es la planicie o meseta.

### Hidrografía
San Mateo del Mar pertenece a la región hidrológica de Tehuantepec. El 92% de su superficie es cubierta por la subcuenca de la Laguna superior e inferior, que pertenece a la cuenca homónima; el 8% restante lo abarca la subcuenca del río Bajo Tehuantepec, parte de la cuenca del río Tehuantepec. Los cuerpos de agua más importantes en la demarcación son la laguna Quirium Tilime y la laguna Superior.

### Clima
El clima del municipio es cálido subhúmedo con lluvias en verano. El rango de temperatura media anual es de 26 a 28 grados, el mínimo promedio es de 18 a 20 grados y el máximo promedio de 34 a 36 grados. El rango de precipitación media anual es de 800 a 1000 mm y los meses de lluvias son de mayo a octubre.

## Demografía
De acuerdo al Censo de Población y Vivienda realizado por el Instituto Nacional de Estadística y Geografía en 2010, en el municipio habitan 14 252 personas, de los que 7 203 son hombres y 7 049 son mujeres y se encuentran repartidas entre 14 localidades. Del total de habitantes de San Mateo del Mar, 12 344 hablan alguna lengua indígena.

### Grado de marginación
De acuerdo a los estudios realizados por la Secretaría de Desarrollo Social en 2010, el 58% de la población del municipio vive en condiciones de pobreza extrema. El grado de marginación de San Mateo del Mar es Muy alto. En 2013 el municipio fue incluido en la Cruzada nacional contra el hambre.

### Población y Localidades
Conforme al Censo de Población y Vivienda 2020 del Instituto Nacional de Estadística y Geografía, se estima que el municipio de San Mateo del Mar, Tehuantepec, Oaxaca, cuenta con una población total de 15 571 habitantes. Del total de la población municipal 50.03 % son hombres y 49.96% son mujeres. Del total de la población municipal antes mencionada, el 90.12% de 3 años y más hablan alguna lengua indígena.
El municipio se encuentra formado por 16 localidades, las principales y su población de acuerdo al censo de 2020 son:
| NUM | COMUNIDADES Y LOCALIDADES[1]     | POBLACIÓN TOTAL | POBLACIÓN MASCULINA | POBLACIÓN FEMININA |
| 1   | San Mateo del Mar                | 5584            | 2812                | 2772               |
| 2   | Colonia Juárez                   | 3289            | 1650                | 1639               |
| 3   | Huazantlán del Río               | 1668            | 847                 | 821                |
| 4   | San Pablo                        | 919             | 466                 | 453                |
| 5   | Colonia Cuauhtémoc               | 899             | 455                 | 444                |
| 6   | Costa Rica                       | 796             | 384                 | 412                |
| 7   | Villa Hermosa                    | 654             | 314                 | 340                |
| 8   | Laguna Santa Cruz                | 585             | 281                 | 304                |
| 9   | El Pacífico                      | 437             | 221                 | 216                |
| 10  | San Martín                       | 327             | 164                 | 163                |
| 11  | La Reforma                       | 262             | 127                 | 135                |
| 12  | Barrio Nuevo                     | 117             | 46                  | 71                 |
| 13  | Rancho Freeworld (Rancho Pinzón) | 15              | 5                   | 10                 |
| 14  | Buenos Aires [Barrio]            | 19              | 8                   | 11                 |
|     | Total del Municipio              | 15571           | 7780                | 7791               |

## Política
El gobierno de San Mateo del Mar se rige por principio de Sistemas Normativos Internos o Sistemas Normativos Indígenas, antes conocido como de Usos y Costumbres que se encuentra vigente en un total de 417 municipios del estado de Oaxaca y en las cuales la elección de autoridades se realiza mediante las tradiciones locales y sin la intervención de los partidos políticos.
El ayuntamiento de San Mateo del Mar está integrado por el presidente municipal, un síndico y un cabildo integrado por catorce regidores. Conforme al dictamen del Instituto Estatal Electoral y de Participación Ciudadana de Oaxaca (IEEPCO), los cargos son los siguientes.
1. Presidencia municipal 2. Sindicatura municipal 3. Regiduría de Hacienda 4. Regiduría de Obras y Servicios Básicos 5. Regiduría de Salud 6. Regiduría de Ecología 7. Regiduría de Educación 8. Regiduría de Vialidad y Transporte 9. Regiduría de Desarrollo cultural, Artesanal y Gastronómica 10. Regiduría de Mercados y Comercios 11. Regiduría de Deportes 12. Regiduría de Pesca 13. Regiduría de Agricultura y Pecuaria 14. Regiduría de Equidad de Género 15. Regiduría de Protección Civil 16. Tesorería municipal

### Representación legislativa
Para la elección de diputados locales al Congreso de Oaxaca y de diputados federales a la Cámara de Diputados federal, el municipio de San Mateo del Mar se encuentra integrado en los siguientes distritos electorales:
Local:
- Distrito electoral local de 20 de Oaxaca con cabecera en Heroica Ciudad de Juchitán de Zaragoza.[11]

Federal:
- Distrito electoral federal 7 de Oaxaca con cabecera en Ciudad Ixtepec.[12]

### Presidentes municipales
- (2014 - 2016): Hortensio Zaragoza Duplán
- (2017): Camerino Dávalos[13]
- (2017 - 2019): Vacante
- (2020 - 2021): Bernardino Ponce Hinojosa[14]
- (2021-2022) Juan Cepeda Victoria[15]
- (2023-2025) Raúl Rangel González (presidente municipal electo).[16]